# Trafford Publishing
A Trafford Publishing é uma empresa de autopublicação usando tecnologia de impressão sob demanda, anteriormente com sede em Victoria, na Colúmbia Britânica, no Canadá, e agora com sede em Bloomington, Indiana, nos EUA.

## História
A empresa foi fundada em 1995, por Bruce e Marsha Batchelor, John Norris e Steve Fisher. Bruce Batchelor atuou como CEO até 2006. A Trafford Publishing concentra-se na publicação de impressão sob demanda ("print-on-demand", POD), o que significa que eles imprimem tiragens mais curtas ou mesmo uma cópia por vez, em resposta a pedidos do autor ou de clientes de varejo.
No seu auge, a Trafford tinha cerca de 150 funcionários trabalhando em escritórios no Canadá, EUA, Reino Unido e Irlanda. O serviço de auto-publicação da Trafford foi vendido para a Author Solutions Inc. em 2009.
A Trafford exige pagamento do autor para cobrir os custos de configuração, e o autor tem que fazer a maior parte de seu próprio marketing. Ao contrário da maioria dos outros serviços de publicação POD, a Trafford possuía sua própria grande gráfica, localizada em Victoria. A impressão de livros também foi feita através da Lightning Source Inc. (LSI), uma subsidiária dos distribuidores Ingram Books, no Tennessee e Milton Keynes, bem como na fábrica da BookSurge LLC na Carolina do Sul.
Alguns títulos foram convertidos em e-books e distribuídos via Powells.com e Lightning Source Inc. (LSI).
De acordo com o guia de publicação, vários pacotes estão disponíveis. Eles variam desde um serviço básico de publicação para encomenda de cópias impressas (para histórias de família, etc.), um pacote intermediário para capacidade básica de encomenda on-line, até um pacote com distribuição pela Internet. A Trafford também possui pacotes para publicação de livros infantis coloridos.
A empresa tem opções de distribuição na Europa.
Em 2009, a Trafford foi comprada pela Author Solutions, que opera a AuthorHouse e a iUniverse e é propriedade da empresa de private equity Bertram Capital Management LLC de San Mateo, na Califórnia. Anteriormente, em janeiro de 2009, a editora de Bloomington, Indiana, adquiriu outro concorrente, a Xlibris.